# Pilatusbahn
Pilatusbahn – linia wąskotorowej kolei zębatej w Szwajcarii, prowadząca z Alpnachstad do Pilatus.
Pilatusbahn otwarta została 4 czerwca 1889 roku. Linia ma pochylenie 48%, co czyni ją najbardziej stromą koleją zębatą na świecie. Eduard Locher opracował specjalnie dla tej sieci system przekładni Locher.
Linia została zelektryfikowana w 1937 roku.